# Harry Charles Luke

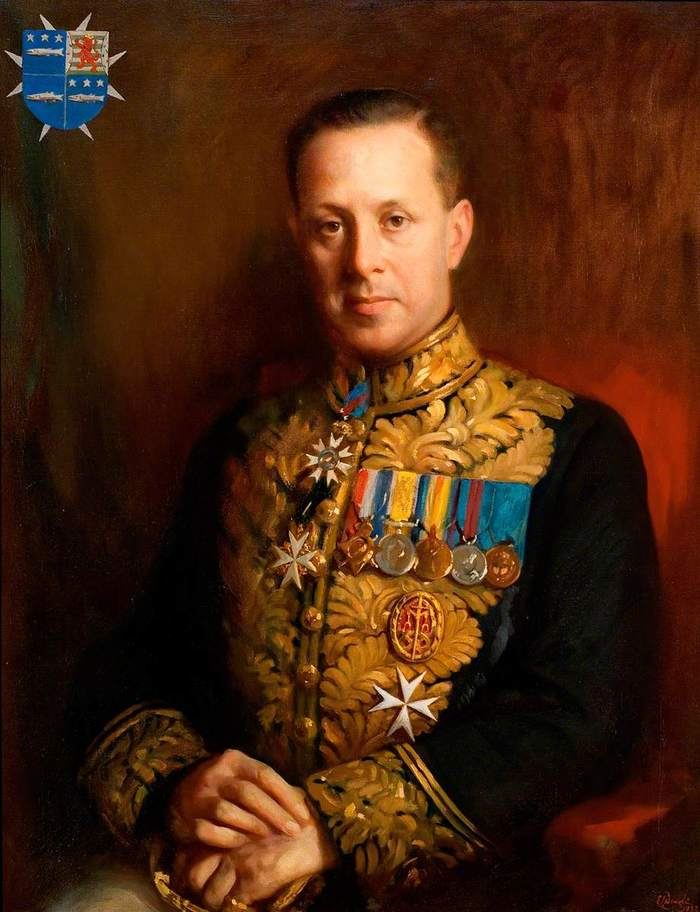
Sir Harry Charles Luke (Gemälde von Edward Caruana Dingli)

Sir Harry Charles Luke, KCMG, GCStJ (* 4. Dezember 1884 in London; † 11. Mai 1969 in Zypern) war ein britischer Schriftsteller und Kolonialbeamter, der unter anderem zwischen 1938 und 1942 Gouverneur von Fidschi war.

## Leben
Harry Charles Luke, Sohn von J. H. Luke, absolvierte nach dem Besuch des renommierten 1140 gegründeten Eton College ein Studium am Trinity College der University of Oxford, welches er mit einem Master of Arts (MA) beendete. Er trat 1908 in den kolonialen Verwaltungsdienst (Colonial Administrative Service) ein und fand in den folgenden Jahren zahlreiche Verwendungen. Während des Ersten Weltkrieges leistete er als Commander Militärdienst in der Royal Naval Volunteer Reserve (RNVR), der Reserve der Royal Navy, und diente bis 1920 unter anderem als politischer Berater im Stab von Admiral Sir Rosslyn Wemyss sowie von Flottenadmiral Sir John de Robeck.
1924 wurde er Kolonialsekretär der Verwaltung des Protektorats Sierra Leone und verblieb auf diesem Posten bis 1928. Im Anschluss fungierte er zwischen 1928 und 1930 als Chefsekretär der Verwaltung (Chief Secretary of the Government od Palestine) im Völkerbundsmandatsgebiet Palästina. Während dieser Zeit war er nach der Abberufung von Herbert Plumer, 1. Baron Plumer vom 31. Juli 1928 bis zum Amtsantritt von Sir John Chancellor am 6. Dezember 1928 auch kommissarisch Hochkommissar für Palästina.
1930 übernahm Luke, der auch einen Doktor der Literaturwissenschaften der University of Oxford (DLitt Oxon) erhielt, den Posten als Vizegouverneur von Malta und war als solcher bis 1938 Vertreter der Gouverneure General Sir John Philip Du Cane (1930 bis 1931), General Sir David Graham Muschet Campbell (1931 bis 1936) sowie General Sir Charles Bonham Carter (1936 bis 1938). Während dieser Zeit wurde er am 23. Februar 1933 als Knight Bachelor (Kt) geadelt, so dass er fortan das Prädikat „Sir“ führte. Darüber hinaus verlieh ihm die Universität Malta einen Ehren-Doktor der Rechte (Hon. LLD).
Am 16. September 1938 übernahm er als Nachfolger von Sir Arthur Richards den Posten als Hoher Kommissar für den Westpazifik und bekleidete diesen bis zur japanischen Besatzung im Zweiten Weltkrieg 1942. Zugleich war er als Hoher Kommissar in Personalunion als Nachfolger von Sir Arthur Richards vom 16. September 1938 bis zu seiner Ablösung durch Sir Philip Euen Mitchell am 21. Juli 1942 auch Gouverneur von Fidschi. Im Rahmen der sogenannten „New Year Honours“ wurde er am 2. Januar 1939 auch zum Knight Commander des Order of St Michael and St George (KCMG) erhoben. Ferner wurde ihm 1960 das Großkreuz, das Bailiff of Egle and Bailiff Grand Cross, des Order of Saint John (GCStJ), verliehen und er zudem zum Großoffizier des Verdienstordens Pro Merito Melitensi ernannt.
Aus seiner 1918 geschlossenen und 1949 geschiedenen Ehe mit Joyce Evelyn Fremlin gingen zwei Söhne hervor. Der ältere Sohn ist der Journalist und Schriftsteller Peter Ambrose Cyprian Luke (1919–1995), während der jüngere Sohn der Filmproduzent Michael Charles Deane Luke (1925–2005) ist.

## Veröffentlichungen
Harry Charles Luke verfasste zudem zahlreiche Bücher zu historischen und politischen, die zum Teil autobiografisch geprägt waren. Zu seinen Werken gehören:
- The Fringe of the East. Journey through Past and Present Provinces of Turkey, Macmillan & Co, 1913
- The City of the Dancing Dervishes, 1914
- Cypriote Shrines, Faith Press, 1920
- The Handbook of Cyprus, London, 1920 (together with D.J. Jardine)
- Cyprus under the Turks 1571–1878, Oxford University Press, 1921
- Report of the commission appointed by the government of Palestine to inquire into the affairs of the orthodox patriarchate of Jerusalem, 1921 (together with Anton Bertram)
- The handbook of Palestine, 1922 (together with Edward Keith Roach)
- Anatolica, London, 1924
- Mosul and its minorities, 1925
- Prophets, Priests and Patriarchs. Sketches of the sects of Palestine and Syria, 1927
- In the Margin of History, 1933
- An Eastern Checkerboard, 1934
- More Moves on an Eastern Checkerboard, 1935
- The Making of Modern Turkey, Macmillan & Co, 1936
- The British Pacific islands, 1944
- From a South Seas Diary, 1938–1942, 1945
- Aden, in: Hector Bolitho: The British Empire, 1948.
- Malta, an account and an appreciation, 1949
- Caribbean Circuit, 1950
- Aegean, Cyprus, Turkey, Transcaucasia and Palestine (1914–1924), 1953
- Cities and Men. An autobiography, 2 Bände, 1953
- Queen Salote and her Kingdom, 1954
- The Tenth Muse: A Gourmet’s Compendium, Kochbuch, 1954
- The Old Turkey and the New. From Byzantium to Ankara, Erstauflage 1936, 1955
- Cities and Men. An autobiography, Band 3, 1956
- Cyprus. A Portrait and an Appreciation, Harrap, 1957